# Caroline av Hannover

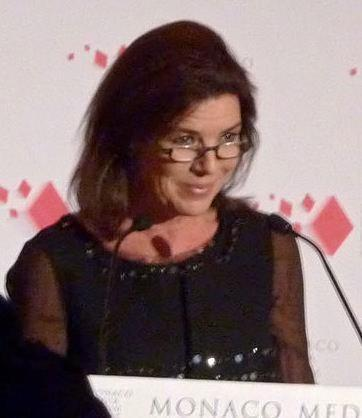
Caroline av Hannover 2009.

Prinsessan Caroline av Hannover, född 23 januari 1957 i Monaco som Caroline Louise Marguerite Grimaldi, som tronarvinge Prinsessan Caroline av Monaco, hertiginna av Braunschweig och Lüneburg, är äldsta barn till furst Rainier III av Monaco och Grace Kelly. Hennes yngre syskon är Albert II av Monaco och prinsessan Stéphanie av Monaco.
Hon var Monacos första dam från 1982, då hennes mor dog, till 2011, då hennes bror Albert II gifte sig.

## Utbildning
Prinsessan Caroline utbildade sig vid St Mary's School Ascot och därefter i Sorbonne, Frankrike. Hon talar franska, engelska, tyska, spanska och italienska.

## Familj
Den 28 juni 1978 gifte sig prinsessan vid en borgerlig ceremoni med affärsmannen Philippe Junot (född 19 april 1940). Dagen därpå ägde den kyrkliga vigseln rum. Den 9 oktober 1980 skilde de sig. Inga barn föddes i detta äktenskap.
Våren 1983 förlovade sig prinsessan Caroline med Roberto Ingmar Rossellini (född den 2 februari 1950), son till svenska skådespelerskan Ingrid Bergman och den italienske regissören Roberto Rossellini. Planerna på giftermål blev dock inte av.
Den 29 december 1983 gifte prinsessan Caroline om sig med affärsmannen Stefano Casiraghi (1960-1990). De fick tre barn: Andrea Casiraghi (född 1984), Charlotte Casiraghi (född 1986) och Pierre Casiraghi (född 1987). Stefano Casiraghi omkom i en motorbåtsolycka 1990. Etersom Carolines första äktenskap upphävdes av Vatikanen först 1992, var hennes tre barn från detta äktenskap ursprungligen uteslutna från successionsordningen i Monaco, eftersom de betraktades som illegitima.
Prinsessan gifte sig 1999 med prins Ernst August av Hannover och har med honom dottern Alexandra av Hannover (född 20 juli 1999). Paret separerade 2009 efter uppgifter om att prinsen var alkoholiserad och otrogen. Prins Ernst August var tidigare gift med Chantal Hochuli och har två barn med henne.